# E-abzu
E-abzu (sum. é.abzu, tłum. „Dom abzu”), zwana też E-engura (sum. é.engur.ra, tłum. „Dom słodkich wód") – ceremonialna nazwa świątyni boga Enki/Ea w mieście Eridu.
Ze źródeł pisanych wiadomo, że prace budowlane przy tej świątyni prowadzili Elili z Ur, Ur-Nammu, Amar-Suen i Nur-Adad. Wzmiankowana w prologu do Kodeksu Hammurabiego:

„(Hammurabi), król mocny, który miastu Eridu przywraca jego pierwotny kształt, który oczyścił obrzędy w E-abzu”